# Wladimir Juljewitsch Wiese

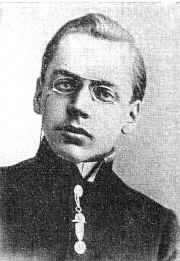
Der junge Wladimir Wiese (1904)

Wladimir Juljewitsch Wiese (russisch Владимир Юльевич Визе, wiss. Transliteration Vladimir Jul'evič Vize; * 21. Februarjul. / 5. März 1886greg. in Zarskoje Selo; † 19. Februar 1954 in Leningrad) war ein russischer bzw. sowjetischer Ozeanograph, Geograph, Meteorologe und Polarforscher deutscher Abstammung. Er gilt als Begründer der wissenschaftlichen Eisprognose für die arktische Schifffahrt.

## Leben

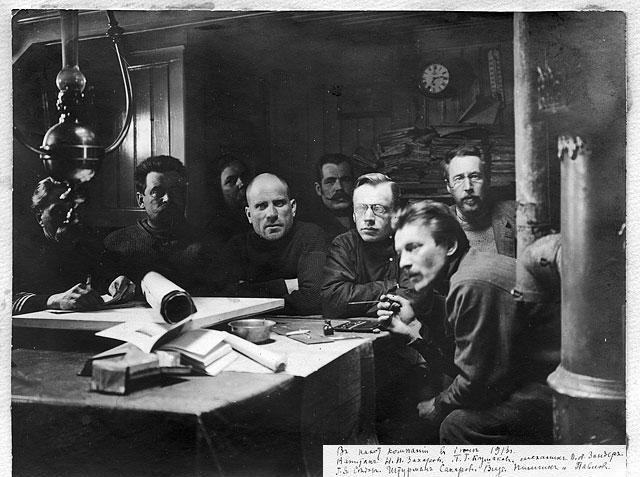
Wladimir Wiese auf der St. Foka (3. von rechts)

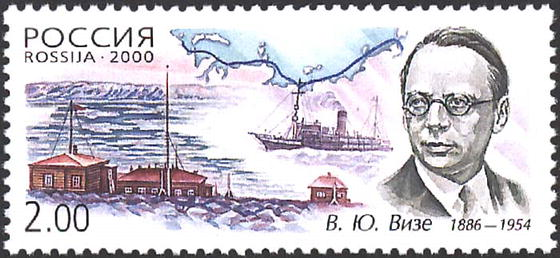
Wiese auf einer russischen Briefmarke (2000)

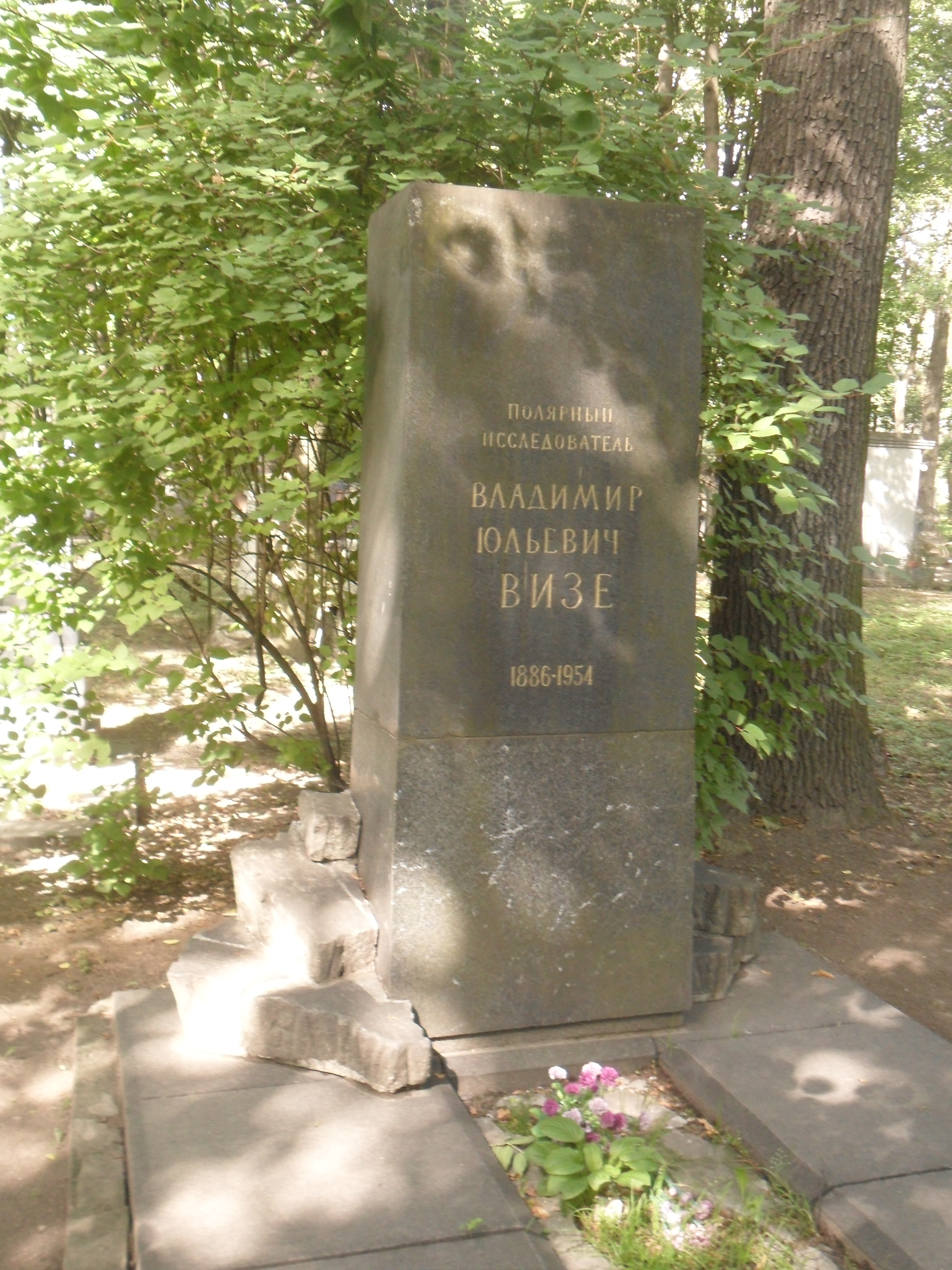
Wladimir Wieses Grab

Wladimir Wiese war der Sohn eines kleinen Beamten. Nach dem Besuch des Gymnasiums ging er zum Studium der Chemie an die Universität Göttingen. Er merkte bald, dass das Studienfach schlecht gewählt war und er sich stattdessen für Naturgeschichte und geographische Entdeckungen interessierte. Ausschlaggebend für seinen weiteren Lebensweg war Fridtjof Nansens Nordpolexpedition mit der Fram. 1910 kehrte er nach Russland mit dem festen Vorsatz zurück, Polarforscher zu werden.
In den folgenden Jahren schloss er sich zwei Expeditionen auf die Halbinsel Kola an, die dort geologischen und ethnographischen Fragen nachgingen. Im Anschluss erschien seine erste wissenschaftliche Arbeit über die Musik der Samen. Von 1912 bis 1914 nahm er an der Arktis-Expedition Georgi Sedows auf dem Schiff St. Foka teil. Während einer ungeplanten Überwinterung in der Fokabucht überquerte er mit dem Geologen Michail Alexejewitsch Pawlow (1884–1938) die Nordinsel Nowaja Semljas auf 76° nördlicher Breite, so weit nördlich wie keiner vor ihm. Er stellte fest, dass das Innere der Insel von einer Eiskappe bedeckt ist. Die schlecht ausgerüstete und mangelhaft vorbereitete Expedition konnte ihr Ziel, mit Hundeschlitten von Franz-Josef-Land zum Nordpol vorzudringen, nicht erreichen. Sedow starb in der Nähe der Rudolf-Insel. Die wissenschaftlichen Ergebnisse der Expedition waren aber bemerkenswert. Zum ersten Mal wurden Gletscherbewegungen in Franz-Josef-Land systematisch untersucht. Wiese schuf ein enges Raster meteorologischer, erdmagnetischer und ozeanographischer Beobachtungen, die er alle zwei Stunden aufzeichnete. Nach Sedows Tod übernahm Wiese faktisch die Leitung, intensivierte die wissenschaftliche Arbeit und führte die Expedition in die Heimat zurück, obwohl der Schiffsarzt Pawel Grigorjewitsch Kuschakow (1881–1946) von Sedow zum Nachfolger bestimmt worden war.
Nach dem Ersten Weltkrieg und der Oktoberrevolution arbeitete Wiese als Meteorologe und Ozeanograph am Physikalischen Zentralobservatorium in Petrograd. 1921 nahm er als leitender Ozeanograph an einer Expedition mit dem Eisbrecher Taimyr in die Karasee teil. Er kartierte die Baidaratabucht westlich der Jamal-Halbinsel und die Ostküste der Nordinsel Nowaja Semljas vom Mys Schelanija bis zum Saliw Blagopolutschija. 1924 war er an Bord des Eisbrechers Malygin, der Frachter von und nach den Mündungen der Flüsse Ob und Jenissei geleitete.
1928 leitete Wiese auf der Malygin die sowjetische Suchexpedition nach dem italienischen Luftschiff Italia, das auf dem Rückweg vom Nordpol abgestürzt war. Das Schiff drang östlich von Spitzbergen bis auf die Breite König-Karl-Lands vor und hätte die Überlebenden des Unglücks zweifellos gerettet, wenn nicht die Krasin, ein anderer sowjetischer Eisbrecher, ihm zuvorgekommen wäre.
1929 war Wiese Stellvertreter Otto Juljewitsch Schmidts auf einer Expedition mit dem Eisbrecher Georgi Sedow nach Franz-Josef-Land. Das wichtigste Ziel war die Einrichtung einer Polarstation in der Stillen Bucht der Hooker-Insel. 1930 war er erneut an Bord des Eisbrechers, als die Überwinterungsmannschaft in der Stillen Bucht ausgetauscht  wurde. Anschließend gelang es Schmidt, von Franz-Josef-Land direkt nach Sewernaja Semlja zu fahren, um ein Forscherteam um Georgi Alexejewitsch Uschakow abzusetzen. Auf dem Weg durch die nördliche Karasee entdeckte die Expedition eine noch unbekannte Insel. Sie erhielt den Namen Wiese-Insel, da Wladimir Wiese bereits 1924 aus beobachteten Meeresströmungen die Existenz weiterer Inseln in diesem Gebiet postuliert hatte.
Wladimir Wiese leitete 1931 die Expedition der Malygin nach Franz-Josef-Land, wo in der Stillen Bucht das von der Aeroarctic organisierte Rendezvous mit dem deutschen Luftschiff LZ 127 Graf Zeppelin stattfand. Gast auf der Malygin war der italienische Luftschiffer Umberto Nobile. An Bord des von Hugo Eckener geführten Luftschiffs befanden sich auch die Polarforscher Lincoln Ellsworth und Rudolf Lasarewitsch Samoilowitsch. Anschließend nahm die Malygin Kurs auf die Karasee und kehrte durch Matotschkin Schar, die Meerenge zwischen den Hauptinseln Nowaja Semljas, in die Barentssee zurück.
In den Jahren 1932 und 1934 war Wiese wissenschaftlicher Leiter der Expeditionen zur Erforschung des nördlichen Seewegs. 1932 nahm er an der Expedition teil, die mit dem Eisbrecher Alexander Sibirjakow als Erste die Nordostpassage in einer einzigen Navigationsperiode durchfuhr und dabei als erstes Schiff die Inselgruppe Sewernaja Semlja nördlich passierte.
Wladimir Wiese wurde nun Stellvertretender Direktor des von Rudolf Lasarewitsch Samoilowitsch geleiteten Arktischen Forschungsinstituts und 1933 korrespondierendes Mitglied der Akademie der Wissenschaften der UdSSR. Im selben Jahr entdeckte er mit der Sibirjakow die Inseln in der östlichen Karasee. 1934 durchfuhr er als stellvertretender wissenschaftlicher Expeditionsleiter auf dem Eisbrecher Litke die Nordostpassage erstmals von Ost nach West. 1936 war er stellvertretender wissenschaftlicher Leiter auf der Sadko, die auf dem Weg zu den De-Long-Inseln war, um dort eine Wetterstation zu installieren. Der Eisbrecher blieb aber in der Karasee, da er in Not geratenen Schiffen zu Hilfe kommen musste. 1937 erreichte die Sadko als erstes sowjetisches Schiff und mit Wiese als wissenschaftlichem Leiter zunächst die Henrietta-Insel, wo die Wetterstation errichtet wurde, und anschließend die Inseln Jeannette, Schochow und Bennett. Wiese war ursprünglich auch für Iwan Papanins Driftexpedition Nordpol-1 nominiert, erfüllte – inzwischen 50-jährig – aber nicht die gesundheitlichen Anforderungen.
Nach 1937 nahm Wladimir Wieses an keiner Polarexpedition mehr teil. Er widmete sich ganz seinen bereits in den 1920er Jahren begonnenen Arbeiten an einer wissenschaftlich fundierten Eisvorhersage für die Schifffahrt auf dem nördlichen Seeweg. Im Zweiten Weltkrieg wurde das Arktisinstitut nach Krasnojarsk verlegt. Wiese kehrte 1944 nach Leningrad zurück und besetzte den Lehrstuhl für Ozeanografie an der Staatlichen Universität.
Wiese starb 1954 in Leningrad und wurde auf dem Wolkowo-Friedhof begraben.

## Ehrungen
Wiese wurde für seine wissenschaftliche Arbeit mit hohen staatlichen Auszeichnungen dekoriert wie dem Leninorden und dem Orden des Roten Banners der Arbeit. Für seine „Erforschung des Eisregimes der Arktis, die mit der wissenschaftlichen Arbeit Die Grundlagen der Langzeit-Eisprognosen für die Arktischen Meere vollendet wurde“ erhielt er 1946 den Stalinpreis zweiter Klasse. 1950 wurde ihm die Große Goldmedaille der Geographischen Gesellschaft der UdSSR zuerkannt.
Neben der arktischen Wiese-Insel ist auch die Gruppe der Wiese-Inseln in der Antarktis nach ihm benannt. Bereits Sedow gab 1913 einem Kap und einem Gletscher an der Westküste von Nowaja Semljas Nordinsel Wieses Namen. In den 1920er Jahren wurden auch zwei Buchten dieser Insel nach ihm benannt. Er ist ebenfalls Namensgeber eines Kaps auf der Insel Bolschewik im Archipel Sewernaja Semlja und eines Kaps auf der Brady-Insel sowie eines Gletschers auf der Greeley-Insel Franz-Josef-Lands. In der Antarktis tragen ein weiteres Kap (Mys Vize) in der Nahe der russischen Mirny-Station und ein Berg (Gora Vize) in der Porthos Range der Prince Charles Mountains seinen Namen.

## Werke (Auswahl)
- Лопарская музыка (dt. Die Musik der Samen). In: Изв. Архангельского общества изучения Русского севера. Band 6, 1911, S. 481–486.
- О потеплении климата полярного бассейна (dt. Über die Klimaerwärmung des Polarbeckens). In: Проблемы Арктики. Band 4, 1941. S. 32–38.
- Основы долгосрочных ледовых прогнозов для арктических морей (dt. Die Grundlagen der Langzeit-Eisprognosen für die Arktischen Meere). Труды ААНИИ. Band 190, 1944, 273 S.
- Моря Советской Арктики (dt. Die Meere der sowjetischen Arktis). Издательство Главсевморпути, 1948, 414 S.